# Protoni

Nguyên tử Protoni (Pn), gồm proton và phản proton quay quanh nhau.

Protoni (ký hiệu: Pn), là một loại nguyên tử ngoại lai, trong đó một proton (ký hiệu: p) và một phản proton (ký hiệu: p ) quay quanh nhau. Vì protoni là một hệ liên kết của một hạt và phản hạt tương ứng của nó, nên nó là một ví dụ về một loại nguyên tử ngoại lai được gọi là onium.
Protoni có thời gian sống trung bình khoảng 1,0 μs và năng lượng liên kết −0,75 keV.